# Willi Ahrem
Willi Ahrem (* 1902 in Elberfeld; † 20. Juni 1967 in Wuppertal) war ein deutscher Angehöriger der Wehrmacht, der mehrere Juden rettete, die er zunächst versteckte und dann außer Landes schmuggelte.
Sein Vater Ewald Ahrem besaß eine Exportfirma, an der Willi Ahrem Teilhaber war. 1941 wurde Willi Ahrem, inzwischen Familienvater, zur Wehrmacht eingezogen.
1941 wurde er Obertruppführer eines Bautrupps und Kommandant eines Zwangsarbeitslagers in Nemirow (Ukraine). Vor einer SS-„Aktion“ gegen dortige Juden warnte er im November 1941 und im Juli 1942 Jehoschua Menzer, der deutschsprachig war und weitere Juden informierte. Beide Male brachte er Menzers Familie und weitere Juden im Keller seines Hauses unter. 1942 schmuggelte er sie in das Ghetto Djurin im rumänisch besetzten Transnistrien und versorgte sie, wie schon zuvor, mit Lebensmitteln und anderem Notwendigem. Auch für weitere Ghettoinsassen erledigte er Kurierdienste, wurde aber als Judenhelfer denunziert und 1943 nach Deutschland versetzt, wo er – wie schon zuvor – als Dolmetscher bei der Wehrmacht eingesetzt wurde.
Ahrem wurde am 15. Juni 1965 als Gerechter unter den Völkern in Yad Vashem geehrt. Die Stadt Wuppertal hat am 19. Oktober 2007 eine Treppe nach ihm benannt.